# Białkówek
Białkówek – przysiółek wsi Białków w Polsce położony w województwie lubuskim, w powiecie słubickim, w gminie Cybinka w Białkowie. 
W latach 1975–1998 miejscowość administracyjnie należała do województwa zielonogórskiego.
Białkówek jest integralną częścią Białkowa, położony jest przy drodze lokalnej Cybinka – Rąpice.

## Zabytki
- zabudowania folwarczne z XIX wieku